# The Outpost (filme de 2020)
The Outpost é um filme de guerra estadunidense de 2020 dirigido por Rod Lurie, baseado no livro The Outpost: An Untold Story of American Valor de Jake Tapper, sobre a batalha de Kamdesh na guerra no Afeganistão. É estrelado por Scott Eastwood, Caleb Landry Jones, Orlando Bloom, Jack Kesy, Cory Hardrict, Milo Gibson, Jacob Scipio e Taylor John Smith.
A estreia do filme estava programada para o SXSW Film Festival, mas o festival foi cancelado devido à pandemia de COVID-19. Foi lançado via vídeo sob demanda e em cinemas selecionados em 3 de julho de 2020.

## Elenco
- Scott Eastwood como Sargento Clint Romesha
- Caleb Landry Jones como Soldado Ty Michael Carter
- Orlando Bloom como Capitão Benjamin D. Keating
- Jack Kesy como Sargento Josh Kirk
- Cory Hardrict como Sargento Vernon Martin
- Milo Gibson como Capitão Robert Yllescas[3]
- Jacob Scipio como Sargento Justin T. Gallegos
- Taylor John Smith como 1º Tenente Andrew Bundermann

## Recepção
No Rotten Tomatoes, o filme tem um índice de aprovação de 92% baseado em 90 resenhas, com uma média de 7,9/10. O consenso dos críticos do site diz: "Contado com realismo cativante, The Outpost é um feito técnico emocionante e um tributo digno aos heróis militares". No Metacritic, o filme tem uma pontuação média ponderada de 71 de 100, com base em 19 avaliações , indicando "críticas geralmente favoráveis".